# Strangest Thing
Strangest Thing is een nummer van de Amerikaanse indierockband The War on Drugs uit 2017. Het is de derde single van hun vierde studioalbum A Deeper Understanding.
In de tekst van het over het algemeen rustige nummer denkt frontman Adam Granduciel op een zwoele zomeravond weemoedig na of hij tevreden is over zijn dagelijks leven. "Strangest Thing" werd enkel een bescheiden succesje in Vlaanderen, waar het de 14e positie bereikte in de Tipparade.